# River of No Return
River of No Return (bra: O Rio das Almas Perdidas; prt: Rio sem Regresso) é um filme musical de faroeste estadunidense de 1954, dirigido por Otto Preminger e estrelado por Robert Mitchum e Marilyn Monroe. O roteiro, escrito por Frank Fenton, é baseado em uma história de Louis Lantz, que se inspirou na premissa do filme italiano Ladrões de Bicicletas. O filme foi rodado em locações nas Montanhas Rochosas canadenses, utilizando as técnicas de Technicolor e CinemaScope, e lançado pela 20th Century Fox.
O roteiro, escrito por Frank Fenton, é baseado em uma história de Louis Lantz, que pegou sua premissa do filme italiano de 1948 Ladrões de Bicicletas.

## Sinopse
Matt Calder (Robert Mitchum) é um viúvo taciturno libertado da prisão em busca de seu filho Mark (Tommy Rettig), que foi deixado sob os cuidados de Kay (Marilyn Monroe), uma dançarina de salão. Enquanto tentam reconstruir suas vidas, os três enfrentam uma série de desafios, incluindo um ataque de índios hostis e o roubo de seus bens pelo jogador Harry Weston (Rory Calhoun), noivo de Kay. Ao longo da jornada, Matt e Kay desenvolvem uma relação de respeito e admiração, enquanto Mark começa a compreender o passado de seu pai. No final, Kay abandona sua vida no salão e segue Matt e Mark para uma nova vida, longe de seu antigo mundo.

## Produção

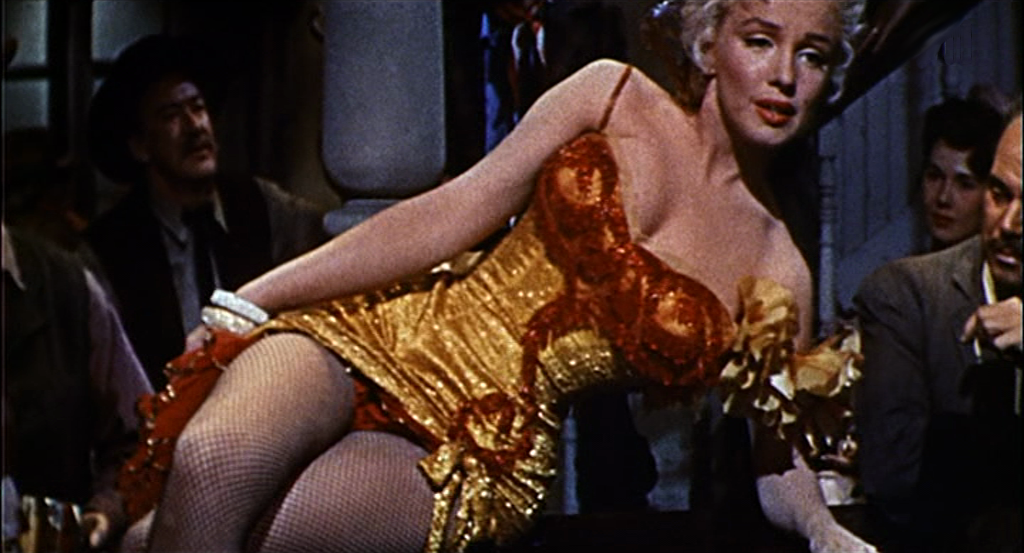
Marilyn Monroe como Kay.

Otto Preminger estava se preparando para lançar The Moon Is Blue quando o executivo da 20th Century Fox, Darryl F. Zanuck, o designou para dirigir River of No Return, como parte de seu contrato com o estúdio. O produtor Stanley Rubin, com experiência em faroestes, preferia que o filme fosse dirigido por William Wellman, Raoul Walsh ou Henry King, e temia que Preminger, mais associado a melodramas noirs ou comédias sofisticadas, não fosse capaz de lidar com um projeto sobre a cultura americana. Preminger, inicialmente sem interesse no filme, mudou de opinião ao ler o roteiro, reconhecendo o potencial da história. Ele também aprovou a escolha de Robert Mitchum e Marilyn Monroe para os papéis principais.
Zanuck decidiu filmar o longa em CinemaScope, o que aumentou o orçamento. A maior parte das filmagens foi realizada nos parques nacionais de Banff e Jasper, e no Lago Louise, em Alberta, Canadá. Preminger e Rubin viajaram para escolher as locações, e durante a estadia, Rubin começou a perceber que, ao contrário de uma obrigação contratual, Preminger realmente se interessou pelo projeto.
A pré-produção durou doze semanas, com Marilyn Monroe ensaiando e gravando números musicais compostos por Ken Darby e Lionel Newman, e a produção seguiu com 45 dias de filmagens. O elenco e a equipe partiram para Calgary em junho de 1953, viajando depois para o Hotel Banff Springs, que serviria de base.
Marilyn estava acompanhada de Natasha Lytess, sua coach de atuação, com quem Preminger entrou em conflito desde o início. Lytess frequentemente dava instruções contrárias às do diretor, o que irritou Preminger, que pediu a Rubin para afastá-la do set. Contudo, quando Marilyn ameaçou parar a produção caso Lytess fosse demitida, Zanuck, temendo prejudicar a popularidade de Marilyn, cedeu e trouxe a coach de volta. Preminger, enfurecido, descontou sua raiva em Marilyn durante toda a produção.
As filmagens foram marcadas por dificuldades, como chuvas frequentes, a bebida excessiva de Mitchum, e uma lesão no tornozelo de Marilyn, que a afastou do set por vários dias. O jovem Tommy Rettig foi uma das poucas fontes de apoio para o diretor, que apreciava o profissionalismo do ator. Quando Lytess tentou interferir na atuação de Rettig, Preminger contou ao elenco e à equipe sobre seu comportamento, e eles começaram a apoiá-lo para afastá-la do set.
Em setembro, a produção se mudou para Los Angeles para filmar as cenas internas e os close-ups de uma sequência no rio, que foi filmada em um tanque, pois as cenas nas corredeiras reais do River of No Return, the Salmon River (Rio Sem Volta, Rio do Salmão), no estado de Idaho, foram feitas com dublês. O Salmon River é o único grande rio nos EUA que flui inteiramente dentro de um estado, e suas corredeiras seriam difíceis de duplicar no filme.
Durante a produção, Marilyn estava com muletas e Preminger a ajudava sempre que possível. Rubin continuava a criticar o trabalho de Preminger, acreditando que o diretor não conseguiu capturar a atmosfera faroeste e que as cenas de ação ficaram ensaiadas e estáticas. Mesmo com as frequentes divergências, Preminger conseguiu concluir as filmagens dentro do prazo e orçamento. Após as filmagens, Preminger foi para a Europa e deixou o editor Louis R. Loeffler e Rubin encarregados da pós-produção. Jean Negulesco foi chamado para refilmagens. Essa experiência levou Preminger a decidir que não queria mais trabalhar como empregado de estúdio, pagando à Fox US$ 150.000 para cancelar o restante de seu contrato.
Anos depois, Marilyn afirmou que River of No Return era o pior filme de sua carreira, enquanto Preminger falava amargamente sobre ela em várias entrevistas. Em 1980, ao ser entrevistado pelo New York Daily News, Preminger admitiu: "Ela se esforçou muito, e quando as pessoas se esforçam muito, você não pode ficar bravo com elas".
Este filme foi o primeiro a ser filmado em CinemaScope e Deluxe Color no Canadá.

## Elenco
- Robert Mitchum como Matt Calder
- Marilyn Monroe como Kay Weston
- Tommy Rettig como Mark Calder
- Rory Calhoun como Harry Weston
- Douglas Spencer como Sam Benson
- Murvyn Vye como Dave Colby

## Recepção da crítica
No site agregador de críticas Rotten Tomatoes, 57% das 14 resenhas dos críticos são positivas.
Bosley Crowther, do New York Times, compara o cenário deslumbrante de River of No Return e a presença de Marilyn Monroe, destacando que ambos são igualmente atraentes. A direção de Otto Preminger explora a grandeza das paisagens das Montanhas Rochosas e a violência da natureza em cenas intensas, como as corredeiras. No entanto, a atenção do público, assim como a de Mitchum, é voltada para Monroe, com poses frequentes que destacam sua figura, muitas vezes encharcada, criando uma situação dramática exagerada. Além disso, o personagem de Tommy Rettig, o filho de Mitchum, e o de Dory Calhoun, um jogador que serve como obstáculo ao romance, complementam a trama. A crítica reconhece que, embora a ação e o drama sejam eficazes, o foco é claramente direcionado à figura de Monroe.